# Frampol
Frampol este un oraș în Polonia. În 2015 avea 1460 de locuitori.